# Knickschaftpaddel

Bentshaft-Paddel im Einsatz auf einem Auslegerkanu

Das Knickschaftpaddel, auch Bentshaft-Paddel genannt, ist eine besondere Paddel-Bauart, bei der der Schaft in spezieller Art gebogen ist (bent = gebogen, gewinkelt). Bentshaft-Paddel werden sowohl als Doppelpaddel als auch als Stechpaddel gefertigt. Die Verwendung bei Kajak und Canadier ist nicht deckungsgleich, es handelt sich aber grundsätzlich um höherwertige Paddel für den (semi-)professionellen Bereich.

## Doppelpaddel
Beim Knickschaft-Doppelpaddel ist der Schaft im Griffbereich S-förmig geschwungen und ermöglicht so eine Paddelhaltung mit einem geringeren Knickwinkel im Handgelenk. Es verbessert so die Paddelkontrolle auch in stark exponierter Haltung und beugt gleichzeitig einer Handgelenksüberlastung und in der Folge einer Sehnenscheidenentzündung vor. Knickschaft-Doppelpaddel werden nahezu ausschließlich aus Kunststoffen gefertigt.

## Stechpaddel

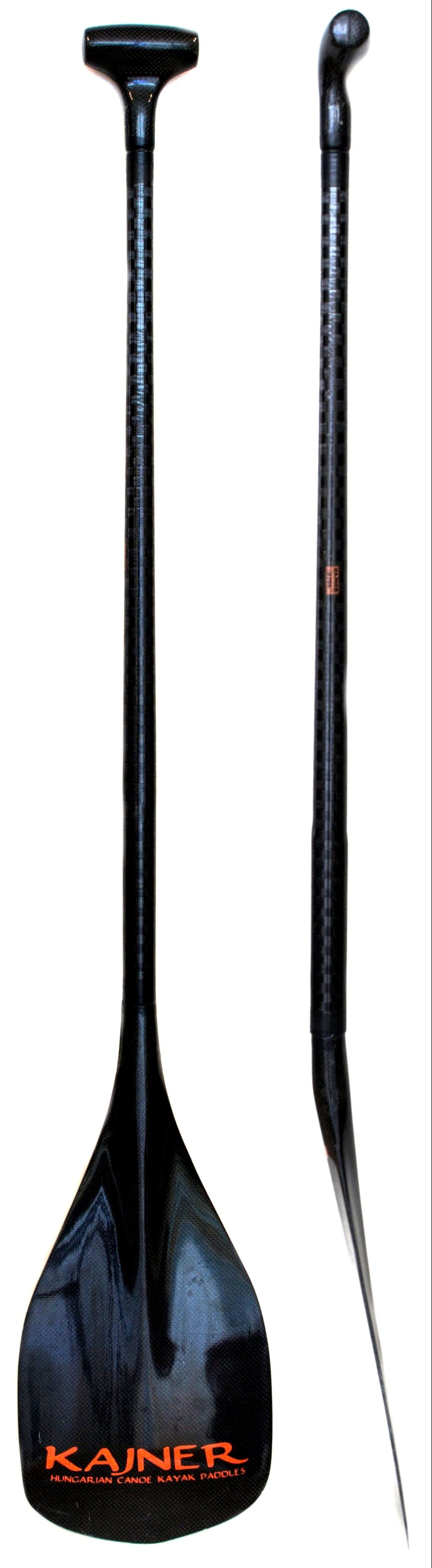
Knickschaft-Stechpaddel, Karbon

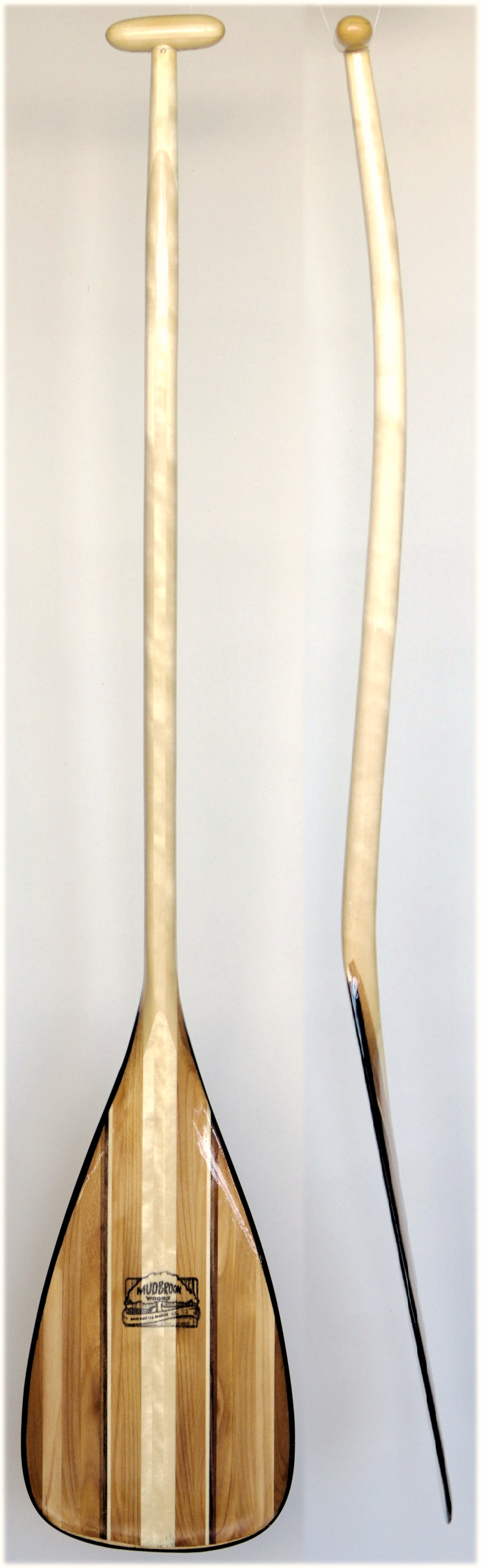
Doppel Knickschaft-Stechpaddel, Holz

Beim Knickschaft-Stechpaddel ist der Schaft meistens gerade, aber an der Blattwurzel deutlich geknickt (10° bis 15°). Es ist deutlich kürzer als übliche Stechpaddel und wird vorwiegend im race-Paddeln eingesetzt. Ein Paddelstil für Knickschaft-Paddel ist das sog. Sit’n’switch. Die Verwendung im Wildwasser ist wegen der stark asymmetrischen Form unüblich. Knickschaft-Stechpaddel werden vorwiegend aus Holz gefertigt.